# Zemen
Zemen (bułg. Земен) – miasto w Bułgarii, w obwodzie Pernik, siedziba administracyjna gminy Zemen. Według danych szacunkowych Ujednoliconego Systemu Ewidencji Ludności oraz Usług Administracyjnych dla Ludności, 15 czerwca 2020 roku miejscowość liczyła 1683 mieszkańców.
W granicach miasta znajduje się średniowieczny monaster św. Jana Teologa, obecnie (2013) muzeum